# غاري جورج (سياسي)
غاري جورج (بالإنجليزية: Gary George)‏ هو سياسي أمريكي، ولد في 8 مارس 1954 في ميلواكي في الولايات المتحدة. نشط حزبياً في الحزب الديمقراطي. وقد انتخب عضو مجلس ولاية ويسكونسن.

## وصلات خارجية
- الموقع الرسمي